# Mont Saga
Le mont Saga (嵯峨山, Saga-yama) est une montagne située à la limite des villes de Futtsu et Kyonan dans la préfecture de Chiba au Japon. Culminant à 315 m d'altitude, c'est l'un des sommets du district de montagne Mineoka (en) des collines de Bōsō.

## Culture des narcisses
Le mont Saga abrite l'une des principales zones de culture de jonquilles au Japon. Les fleurs poussent sur des lopins de culture en terrasses le long des pentes de la montagne, essentiellement celles qui font face à Kyonan. Les plantations sont principalement de la variété Nihon de narcissus, probablement en provenance du sud de la Chine et arrivée au Japon via le courant Kuroshio. Le mont Saga sert à la culture du narcissus depuis au moins l'époque d'Edo (1603-1868). Le daimyō Matsudaira Sadanobu (1759-1829), administrateur du domaine de Shirakawa (moderne préfecture de Fukushima), visite la région en 1811 et note des observations sur la montagne et la culture des narcissus dans son journal. La culture s'est étendue au pic du mont Saga. Le mot japonais pour narcisse est suisen et le sommet du mont Saga est appelé pic Suisen.
La montagne est une destination populaire pour la randonnée pédestre, de la fin du mois de décembre jusqu'au début du mois de février lorsque fleurissent les narcisses.